# Аральский усач
Аральский усач (Barbus brachycephalus brachephalus) — рыба семейства карповых отряд карпообразных. Подвид короткоголового усача. Обитает в бассейне Аральского моря. Завезена в другие озёра и реки Средней Азии. Тело вальковатое, общая окраска серебристая, спинка темно-серая, брюхо и парные плавники светлые. Длина до 111 см, масса до 23 кг. Проходная рыба. Нерестится с конца апреля до августа при температуре 17—22 °С. Промысловая рыба. Находится на грани исчезновения. Занесена в Красную книгу Казахстана и Узбекистана.